# Peponidium pallidum
Peponidium pallidum là một loài thực vật có hoa trong họ Thiến thảo. Loài này được Arènes mô tả khoa học đầu tiên năm 1960.